# Be the One
Be the One is een single van de Britse zangeres Dua Lipa. De single kwam uit op 30 oktober 2015 als muziekdownload en is geschreven door Lucy Taylor en Digital Farm Animals. "Be the One" werd een groot succes in de hitlijsten binnen Europa. In België eindigde Be the One in de top 10 best verkochte singles van 2016. Het nummer stond een week bovenaan de Ultratop 50, wat meteen ook haar eerste nummer 1-hit ooit werd. "Be the One" is te vinden op haar gelijknamige debuutalbum. De single werd bekroond met platina in onder meer België en Duitsland. In Nederland, Australië, Italië en het Verenigd Koninkrijk kreeg ze 2x platina voor de single. In Polen werd diamant behaald, en een top 3 in de eindjaarslijst. 

## Achtergrondinformatie
Be the One is een synthpop nummer. In een interview met Nylon magazine vertelde Dua dat het nummer over zelfvertrouwen gaat en dat dit nummer over een relatie gaat.

### Videoclip
De bijhorende videoclip verscheen op 29 oktober 2015 en is geregisseerd door Nicole Nodland. De videoclip werd opgenomen in Londen, de thuisplaats van de Britse zangeres. Visueel bevat de videoclip opvallende kleurfilters en diverse sfeervolle scènes: zo zingt Lipa in een verlaten ruimte op een witte stoel, gekleed in het zwart, waarbij ze ook op haar knieën rondloopt. In andere fragmenten ligt ze in een veld met een roze bontjas en een zonnebril, steekt ze haar hoofd uit het zonnedak van een limousine, wandelt ze door de straten van Soho of zingt ze voor donkere, witte en rozenkleurige achtergronden.
Een tweede videoclip verscheen in 2016 op het officiële Vevo kanaal op YouTube, hierin speelt de Amerikaanse acteur Ansel Elgort een hoofdrol.

### Live performances
Be the One is een van de eerste grote hits van Dua Lipa en werd al vanaf het begin van haar carrière live opgevoerd. Ze bracht het nummer voor het eerst live tijdens de BBC's Sound of...-ceremonie op 8 januari 2016, gevolgd door een optreden op Eurosonic vijf dagen later. Het lied maakte sindsdien vast onderdeel uit van haar tours, waaronder de Hotter than Hell Tour, the Self-Titled Tour en de Future Nostalgia Tour.
Dua Lipa voerde het nummer op tijdens talloze prestigieuze evenementen zoals Glastonbury (2016 en 2017), de Brit Awards, de EBBA Awards, de NME Awards, BBC Radio 1’s Big Weekend, Bonnaroo, Tomorrowland, en de UEFA Champions League-finale 2018. Ook trad ze ermee op in populaire Amerikaanse shows zoals Jimmy Kimmel Live!, Good Morning America en iHeartRadio.
Dua Lipa brengt "Be the One" tijdens elk van haar shows, en heeft verklaard dit voor de rest van haar carrière te willen blijven doen, vanwege de speciale betekenis die het nummer voor haar heeft.

## Tracklijst
| Nr. | Titel      | Duur |
| --- | ---------- | ---- |
| 1.  | Be the One | 3:22 |

## Hitnoteringen

### Nederlandse Top 40
| Hitnotering: 13-02-2016 t/m 02-07-2016 | Hitnotering: 13-02-2016 t/m 02-07-2016 | Hitnotering: 13-02-2016 t/m 02-07-2016 | Hitnotering: 13-02-2016 t/m 02-07-2016 | Hitnotering: 13-02-2016 t/m 02-07-2016 | Hitnotering: 13-02-2016 t/m 02-07-2016 | Hitnotering: 13-02-2016 t/m 02-07-2016 | Hitnotering: 13-02-2016 t/m 02-07-2016 | Hitnotering: 13-02-2016 t/m 02-07-2016 | Hitnotering: 13-02-2016 t/m 02-07-2016 | Hitnotering: 13-02-2016 t/m 02-07-2016 | Hitnotering: 13-02-2016 t/m 02-07-2016 |
| Week:                                  | 1                                      | 2                                      | 3                                      | 4                                      | 5                                      | 6                                      | 7                                      | 8                                      | 9                                      | 10                                     | 11                                     |
| -------------------------------------- | -------------------------------------- | -------------------------------------- | -------------------------------------- | -------------------------------------- | -------------------------------------- | -------------------------------------- | -------------------------------------- | -------------------------------------- | -------------------------------------- | -------------------------------------- | -------------------------------------- |
| Positie:                               | 37                                     | 35                                     | 31                                     | 21                                     | 15                                     | 12                                     | 9                                      | 7                                      | 7                                      | 6                                      | 5                                      |
| Week:                                  | 12                                     | 13                                     | 14                                     | 15                                     | 16                                     | 17                                     | 18                                     | 19                                     | 20                                     | 21                                     |                                        |
| Positie:                               | 8                                      | 8                                      | 10                                     | 13                                     | 14                                     | 14                                     | 18                                     | 20                                     | 27                                     | 31                                     | uit                                    |

### NederlandseSingle Top 100
| Positie: | 75 | 53 | 42 | 20 | 17 | 15 | 12 | 11 | 12  | 13 | 15 | 17  | 20 | 26 | 31 | 31 |
| Week:    | 17 | 18 | 19 | 20 | 21 | 22 | 23 | 24 |     | 25 | 26 |     |    |    |    |    |
| Positie: | 33 | 41 | 43 | 52 | 56 | 68 | 85 | 89 | uit | 98 | 97 | uit |    |    |    |    |

### 3FM Mega Top 50
| Hitnotering: 06-02-2016 t/m 16-07-2016 | Hitnotering: 06-02-2016 t/m 16-07-2016 | Hitnotering: 06-02-2016 t/m 16-07-2016 | Hitnotering: 06-02-2016 t/m 16-07-2016 | Hitnotering: 06-02-2016 t/m 16-07-2016 | Hitnotering: 06-02-2016 t/m 16-07-2016 | Hitnotering: 06-02-2016 t/m 16-07-2016 | Hitnotering: 06-02-2016 t/m 16-07-2016 | Hitnotering: 06-02-2016 t/m 16-07-2016 | Hitnotering: 06-02-2016 t/m 16-07-2016 | Hitnotering: 06-02-2016 t/m 16-07-2016 | Hitnotering: 06-02-2016 t/m 16-07-2016 | Hitnotering: 06-02-2016 t/m 16-07-2016 | Hitnotering: 06-02-2016 t/m 16-07-2016 |
| Week:                                  | 1                                      | 2                                      | 3                                      | 4                                      | 5                                      | 6                                      | 7                                      | 8                                      | 9                                      | 10                                     | 11                                     | 12                                     | 13                                     |
| -------------------------------------- | -------------------------------------- | -------------------------------------- | -------------------------------------- | -------------------------------------- | -------------------------------------- | -------------------------------------- | -------------------------------------- | -------------------------------------- | -------------------------------------- | -------------------------------------- | -------------------------------------- | -------------------------------------- | -------------------------------------- |
| Positie:                               | 44                                     | 34                                     | 26                                     | 12                                     | 8                                      | 14                                     | 4                                      | 1                                      | 1                                      | 1                                      | 1                                      | 2                                      | 3                                      |
| Week:                                  | 14                                     | 15                                     | 16                                     | 17                                     | 18                                     | 19                                     | 20                                     | 21                                     | 22                                     | 23                                     | 24                                     |                                        |                                        |
| Positie:                               | 10                                     | 9                                      | 12                                     | 11                                     | 11                                     | 14                                     | 28                                     | 33                                     | 38                                     | 41                                     | 46                                     | uit                                    |                                        |

### VlaamseUltratop 50
| Hitnotering: 23-01-2016 t/m 18-06-2016 | Hitnotering: 23-01-2016 t/m 18-06-2016 | Hitnotering: 23-01-2016 t/m 18-06-2016 | Hitnotering: 23-01-2016 t/m 18-06-2016 | Hitnotering: 23-01-2016 t/m 18-06-2016 | Hitnotering: 23-01-2016 t/m 18-06-2016 | Hitnotering: 23-01-2016 t/m 18-06-2016 | Hitnotering: 23-01-2016 t/m 18-06-2016 | Hitnotering: 23-01-2016 t/m 18-06-2016 | Hitnotering: 23-01-2016 t/m 18-06-2016 | Hitnotering: 23-01-2016 t/m 18-06-2016 | Hitnotering: 23-01-2016 t/m 18-06-2016 | Hitnotering: 23-01-2016 t/m 18-06-2016 |
| Week:                                  | 1                                      | 2                                      | 3                                      | 4                                      | 5                                      | 6                                      | 7                                      | 8                                      | 9                                      | 10                                     | 11                                     | 12                                     |
| -------------------------------------- | -------------------------------------- | -------------------------------------- | -------------------------------------- | -------------------------------------- | -------------------------------------- | -------------------------------------- | -------------------------------------- | -------------------------------------- | -------------------------------------- | -------------------------------------- | -------------------------------------- | -------------------------------------- |
| Positie:                               | 43                                     | 21                                     | 15                                     | 7                                      | 6                                      | 3                                      | 8                                      | 3                                      | 1                                      | 2                                      | 2                                      | 5                                      |
| Week:                                  | 13                                     | 14                                     | 15                                     | 16                                     | 17                                     | 18                                     | 19                                     | 20                                     | 21                                     | 22                                     |                                        |                                        |
| Positie:                               | 5                                      | 5                                      | 4                                      | 8                                      | 9                                      | 19                                     | 19                                     | 32                                     | 41                                     | 40                                     | uit                                    |                                        |

### NPO Radio 2 Top 2000
| Nummer met noteringen in de NPO Radio 2 Top 2000 | '17  | '18  | '19  | '20  |
| ------------------------------------------------ | ---- | ---- | ---- | ---- |
| Be the One                                       | 1504 | 1520 | 1843 | 1875 |

1. ↑  Een vetgedrukt getal geeft de hoogste notering aan.
2. ↑  2017 was het eerste jaar met een notering voor dit nummer.
3. ↑  Deze tabel is bijgewerkt tot en met de meest recente editie (2024).

## Releasedata
| Land       | Releasedatum    | Formaat        | Label            |
| ---------- | --------------- | -------------- | ---------------- |
| Wereldwijd | 30 oktober 2015 | Muziekdownload | Dua Lipa Limited |